# Misværs kyrka
Misværs kyrka (norska: Misvær kirke) är en träkyrka i den tidigare tätorten Misvær i Bodø kommun i Nordland fylke i norra Norge. Skjerstad og Misværs socken hör till Bodø domprosteri i Sør-Hålogalands stift. Kyrkan byggdes 1912 på frivillig basis av lokalbefolkningen, och invigdes den 31 oktober 1912. Den renoverades 1991 och har plats för 200 personer.
Altartavlan är målad av John Abrahamsen.
Kyrkoområdet har använts som religiös samlingsplats under vintern fram till 1700-talet. 

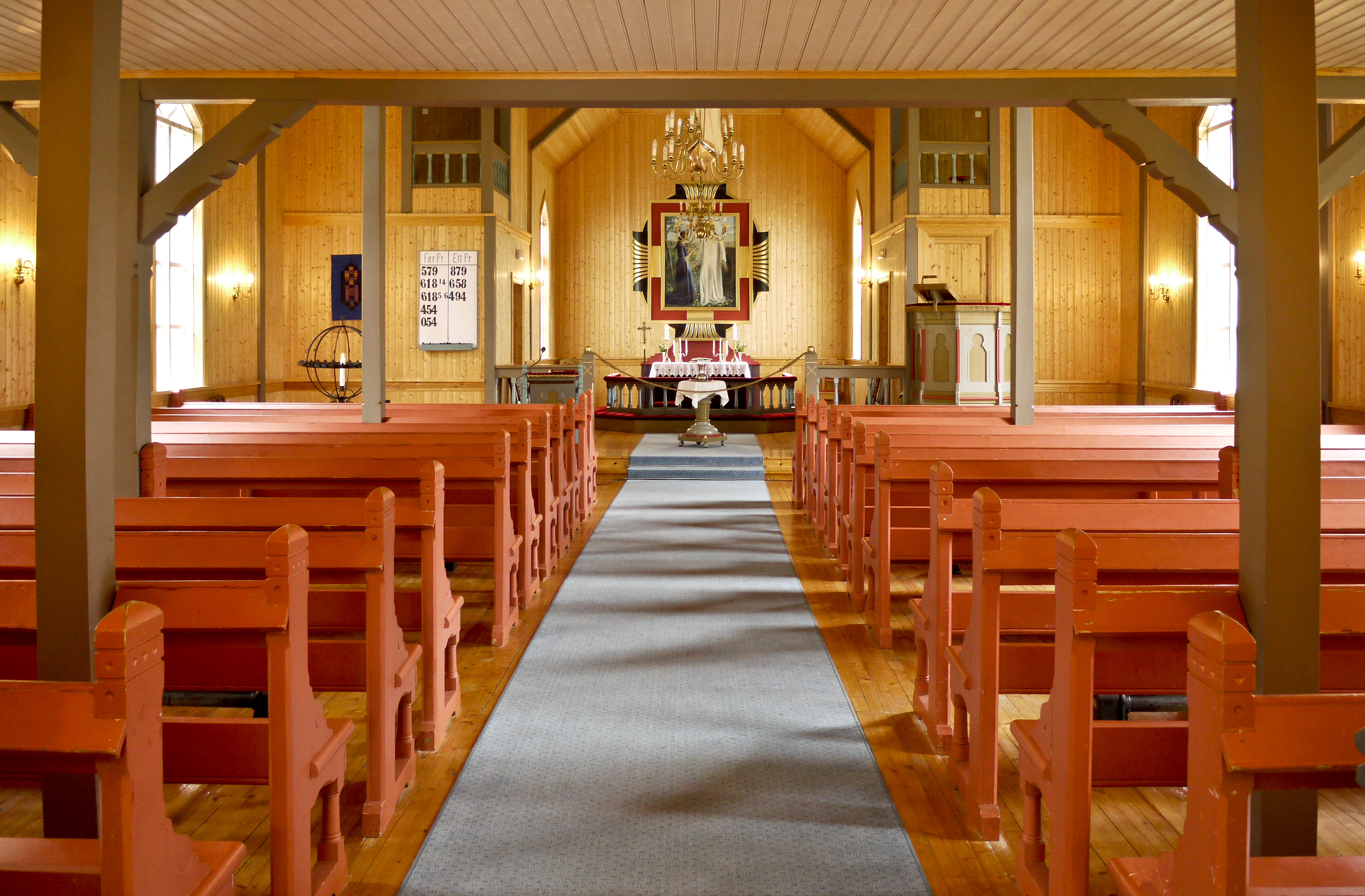
Interiör.